# Trois Préludes et fugues

Les Trois Préludes et fugues, op. 16, sont des œuvres pour piano de la compositrice allemande Clara Schumann écrites en 1845.

## Contexte et création
Clara Schumann compose ses Trois Préludes et fugues en 1845 alors que le couple qu'elle forme avec Robert Schumann étudie de façon approfondie le Le Clavier bien tempéré de Jean-Sébastien Bach. Elle associe ainsi le prélude et la fugue, tout en étant fortement influencée par le modèle baroque, tant dans la tessiture que dans l'harmonie.

## Structure
L'œuvre se compose de trois couples de préludes et fugues :
1. Prélude et Fugue en sol mineur
2. Prélude et Fugue en si bémol majeur
3. Prélude et Fugue en do mineur

## Analyse
Les trois fugues de cet opus sont d'une rigueur d'écriture qui témoigne de la compréhension des techniques contrapuntiques de Jean-Sébastien Bach. Cette compréhension a notamment été acquise par l'exécution des œuvres tant du maître de Leipzig que de celles de Felix Mendelssohn.

### Prélude et Fugue en sol mineur
Le premier prélude repose sur une figure thématique unique qui est repris dans la ligne mélodique de la fugue qui suit.

### Prélude et Fugue en si bémol majeur
Le deuxième prélude a des aspects de romance sans parole, avec une mélodie notée « cantabile » accompagnée en accord arpégés.

### Prélude et Fugue en do mineur
Le troisième prélude est très contrapuntique, tout comme le premier, dans une écriture qui rappelle la musique pour orgue, amenant des suspensions et des pédales, et qui rappelle l'exemple de la fugue XXII du premier livre du Clavier bien tempéré.